# Jean-Pierre Beauviala
Jean-Pierre Beauviala (22. července 1937 Arles – 8. dubna 2019 Paříž) byl francouzský elektroinženýr. Studoval na Univerzitě v Grenoblu, kterou dokončil v roce 1964 s doktorátem z elektroniky. Později zde tento obor také vyučoval. Univerzitu opustil v roce 1968 a následně pracoval jako konzultant u firmy na výrobu kamer Éclair. Od společnosti zanedlouho odešel a založil si vlastní firmu Aaton Digital. Zemřel v Paříži ve věku 81 let.